# Europese weg 19
De Europese weg 19 of E19 is een Europese weg die loopt van Amsterdam naar Parijs. Het is een belangrijke noord-zuidverbinding, die in de zomer vaak door Nederlandse en Belgische vakantiegangers wordt gebruikt.
In België volgt de E19 de A1 tot de Ring van Antwerpen, en van Antwerpen tot de Brusselse Ring. Via de A7 loopt de weg dan door naar Frankrijk.
Vroeger werd deze Europese weg aangeduid met nummer 10 (E10). Enkele toponiemen zijn nog afgeleid van deze oude naam, bijvoorbeeld de E10-plas in Brasschaat/Schoten.
Tussen Moerdijk en Antwerpen loopt de hogesnelheidslijn Schiphol - Antwerpen parallel aan deze weg. Tussen Bergen en Valenciennes werd de snelweg aangelegd over het tracé van het gedempte Kanaal Bergen-Condé.

## Algemeen
De Europese weg 19 is een Klasse A Noord-Zuid-verbindingsweg en verbindt het Nederlandse Amsterdam met het Franse Parijs. De route is door de UNECE als volgt vastgelegd:
Nederland
- Amsterdam
- Den Haag
- Rotterdam
- Breda

België
- Antwerpen
- Brussel
- Bergen (Mons)

Frankrijk
- Valenciennes
- Parijs

## Traject

### Nederland
De E19 begint op de Ring A10 Amsterdam op knooppunt Amstel, en loopt na de A10 zuidwestelijk over de A4 tot aan Den Haag, waarna de A13 naar Rotterdam gevolgd wordt, om na de Ring Rotterdam/A20/A16 over Breda naar het zuiden te gaan naar België, richting Antwerpen.

### België
In België volgt de E19 de A1 vanaf de Nederlandse grens, die tijdens de route naar Brussel kortstondig wordt onderbroken door de Ring Antwerpen. Eenmaal bij Brussel wordt loopt de route over de Grote Ring rond Brussel en vanaf daar over de A7 naar Frankrijk.

### Frankrijk
In Frankrijk komt de weg de noordgrens over bij de plaats Crespin, en loopt vanaf daar over de A2 en later de A1 naar het eindpunt bij de Porte de la Chapelle op de Boulevard Périphérique, de binnenring van Parijs.

## Nationale wegnummers
| Nederland | Nederland             |
| --------- | --------------------- |
|           | Ringweg Amsterdam     |
|           | Amsterdam - Den Haag  |
|           | Den Haag - Rotterdam  |
|           | Ringweg Rotterdam     |
|           | Rotterdam - België    |
| België    |                       |
|           | Nederland - Antwerpen |
|           | Ringweg Antwerpen     |
|           | Antwerpen - Brussel   |
|           | Ringweg Brussel       |
|           | Brussel - Frankrijk   |
| Frankrijk |                       |
|           | België - Combles      |
|           | Combles - Parijs      |

## Kaarten

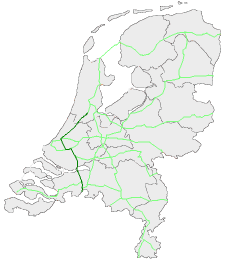
In Nederland
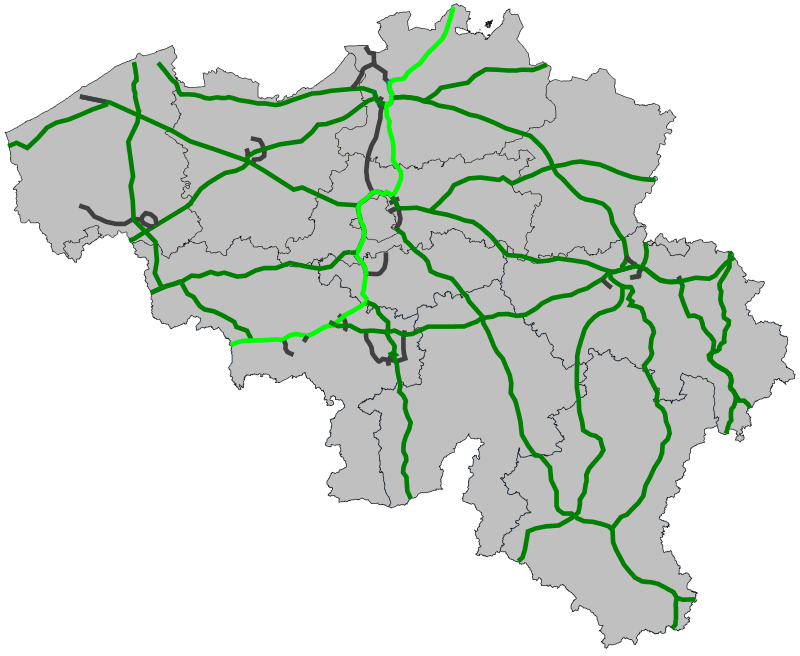
In België

## Aansluitingen op andere Europese wegen
Tijdens de route komt de E19 de volgende Europese wegen tegen:
| - De E35 bij Amsterdam, Nederland - De E22 bij Amsterdam, Nederland - De E30 bij Den Haag, Nederland - De E25 bij Rotterdam, Nederland - De E312 bij Breda, Nederland - De E34 bij Antwerpen, België - De E313 bij Antwerpen, België - De E40 bij Brussel, België |  | - De E429 bij Halle, België - De E420 bij Nijvel, België - De E42, die van Houdeng-Gœgnies tot aan Hautrage, beide in België, hetzelfde traject volgt - De E17 bij Cambrai, Frankrijk - De E15, die van Combles tot aan Parijs, beide in Frankrijk, hetzelfde traject volgt - De E44 bij Saint-Quentin, Frankrijk - De E46 bij Reims, Frankrijk |